# Dolmen des Collets de Cotlliure
Der Dolmen des Collets de Cotlliure (in der Base Mérimée Dolmen dit Collets de Collioure, auch Cami de la Hassanne genannt) liegt auf dem Weg zum 793 m hohen Tour de la Massane südwestlich von Argelès-sur-Mer im Département Pyrénées-Orientales und gehört zu den südlichsten Megalithanlagen in Frankreich. Er ist bereits seit dem Jahr 1958 als Monument historique anerkannt. Dolmen ist in Frankreich der Oberbegriff für neolithische Megalithanlagen aller Art (siehe: Französische Nomenklatur).

## Beschreibung
Der Dolmen des Collets de Cotlliure ist ein einfacher Dolmen (französisch Dolmen simple), ähnlich gebaut wie der nahe Dolmen Cova de l’Alarb. Seine kleine Kammer ist trapezoid, was auf eine Technik aus der frühen Megalithphase, zwischen dem Ende des 5. und der ersten Hälfte des 4. Jahrtausends v. Chr. hindeutet. Der Deckstein fehlt, die Tragsteine (Orthostaten) sind schwer und massiv. Der Grabhügel ist weitgehend erhalten.

## Umgebung
Weiter südlich liegen die fünf Dolmen bei Banyuls-sur-Mer und Cerbère die Cova del Alarb und die Kirche Saint-Laurent-du-Mont.